# 리액션 비디오
리액션 비디오(영어: Reaction Video)는 각종 컨텐츠에 대한 사람들의 반응을 담은 영상물이다. 2011년을 전후로 수용자가 특정 비디오를 시청하고 그에 대해 발언하는 자신의 모습을 원 샷 촬영을 통해서 녹화하고 배포하는 촬영물을 특정하는 말로 사용되기 시작하였다.

## 역사
리액션 비디오라는 용어가 등장한 것은 2007년 즈음의 미국으로 추정된다. 2007년 하반기에 2 girls 1 cup이라는 제목의 영상이 유튜브에서 화제가 되었는데, 그 영상 대한 사람들의 반응을 촬영한 영상들이 다시 유튜브에서 한동안 유통되었다. 친구들의 반응, 부모님의 반응에서부터 현역 군인들의 반응, 각계 각층의 인사들의 반응 등, 원래의 동영상으로부터 파생된 리액션 비디오가 유행하면서 정작 선정성을 문제로 유튜브에서 삭제 조치되었던 2 girls 1 cup은 2007년 한 해 가장 뜨거운 관심을 받은 유튜브 동영상으로 선정되었다.
이후로 유튜브의 Viral Video 열풍을 타고 하나의 장르로 자리잡았다. 스타워즈의 다스 베이더가 루크에게 "I'm your Father."이라고 고백하는 장면을 처음 보는 아들의 반응을 비디오에 담은 <Son's reaction to 'Empire Strikes Back' reveal!!!!>[Son's reaction to 'Empire Strikes Back' reveal!!!!]를 비롯한 영상들이 리액션 비디오로 자리매김하는 데 큰 영향을 끼쳤다.

## 형태
주로 유투브를 통해 유통되고 화면 구성은 단순하다. 화면 전체에 컴퓨터(영상을 보기 위한)를 쳐다보는 리뷰어의 모습이 나오게 하고 그 옆에 작은 화면을 띄워서 현재 리뷰어가 보고 있는 영상(대부분의 경우 뮤직비디오)을 함께 볼 수 있게끔 한다. K-POP 리액션 비디오 리뷰어들 중 대다수가 K-POP 팬덤 활동의 일환으로 리액션 비디오 제작을 하고 있기 때문에 화면 곳곳에 "소녀시대 사랑해요, I Love K-POP"등의 문구를 띄워 놓기도 한다. 마치 아프리카TV의 BJ들처럼 화면을 꾸며 놓는 리뷰어들도 있다. 뮤직비디오가 끝나고나면 작은 화면은 사라지고, 리뷰어는 보는 동안 감상을 하느라 다 하지 못했던 총평을 전한다.

## 유명 채널 목록
- The Fine Bros[6] : 현재 유투브에서 통용되는 것과 가장 가까운 리액션 비디오의 의미를 만든 것은 The Fine Bros라는 채널이다. The Fine Bros는 2004년부터 유투브에서 컨텐츠를 제작하고 배포하는 아티스트이다. 2010년 10월부터 방영하기 시작한 <Kids React to Viral videos> 시리즈는 인터넷 상에서 이슈가 되는 동영상을 보여주고 어린아이들의 반응을 촬영한 프로그램이다. 그들이 제작한 영상 중 가장 유명한 작품인 <Kids React to Harlem Shake>는 2015년 6월 현재까지 약 3086만 건의 조회 수를 기록했고, The Fine Bros는 1200만 명 이상의 구독자를 확보하고 있다. <Kids React> 시리즈의 인기에 힘입어 <Teens React> 시리즈와 <Elders React>, <YouTubers React> 시리즈가 각각 2011년과 2012년, 2013년에 런칭 되었다.

이들이 제작한 비디오 중 K-POP에 관련된 비디오는 총 7편에 달한다.

<Teens React to Gangnam Style> - 2015년 6월 현재 기준으로 The Fine Bros의 전체 영상 중 <YouTubers React to Try to Watch This Without Laughing or Grinning>에 이어 두번째로 높은 3100만 여 건의 조회수를 기록하였다.

<Elders React to Gangnam Style>

<Teens React to PSY- Gentleman>

<Kids React to PSY- Gentleman>

<YouTubers React to K-POP>

<YouTubers React to K-POP #2>

<Teens React to EXO(K-POP)>

- KSpazzing[15]

- J.A.J[16]

- SMTOWNSNSDFX[17]

- BabMokja[18]

- misterpopotv[19]

- kpopsteve[20]
- JREKML